# Hemoglobina A1
La hemoglobina A1 (HbA1) es un tipo de hemoglobina, llamada también hemoglobina del adulto o hemoglobina normal, que representa aproximadamente el 97 % de la hemoglobina sintetizada en el adulto. Está formada por dos globinas alfa y dos globinas beta.

## Estructura y función
La hemoglobina A (HbA) es la forma adulta más común de hemoglobina y existe como un tetrámero que contiene dos subunidades alfa y dos subunidades beta (α2β2). Cada subunidad contiene un grupo hemo al que se pueden unir las moléculas de oxígeno diatómico (O2). Además del oxígeno, se sabe que el ensamblaje de las subunidades y la estructura cuaternaria juegan papeles importantes en la afinidad de la Hb. Cuando la hemoglobina se une al O2 (oxihemoglobina), se unirá al hierro II (Fe2+) del hemo y es este ion de hierro el que puede unirse y desunirse al oxígeno para transportarlo por todo el cuerpo. Todas las subunidades deben estar presentes para que la hemoglobina recoja y libere el oxígeno en condiciones normales.

### Síntesis

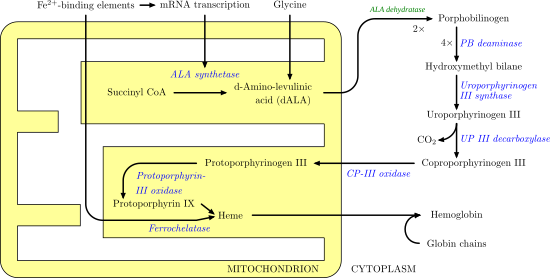
La biosíntesis del hemo implica muchos pasos enzimáticos que comienzan en la mitocondria y terminan en el citoplasma de la célula.

#### Síntesis del grupo hemo
La síntesis del grupo hemo implica una serie de pasos enzimáticos que tienen lugar dentro de la mitocondria y el citosol de la célula. Primero, en la mitocondria, tiene lugar la condensación de succinil CoA y glicina por la ALA sintasa para producir ácido 5-aminolevulínico (ALA). El ALA pasa entonces al citosol y después de una serie de reacciones crea el coproporfirinógeno III. Esta molécula se mueve de nuevo a la mitocondria donde reacciona con la protoporfirina-III oxidasa para producir protoporfirina IX. El hierro se inserta enzimáticamente en la protoporfirina a través de la ferroquelatasa para producir  el grupo hemo.

## Síntesis de la globina
La síntesis de la globina tiene lugar en los ribosomas que se encuentran dentro del citosol. Dos cadenas de globina que tienen grupos de hemo se combinan para formar hemoglobina. Una de las cadenas es una cadena alfa y la otra es una cadena no alfa. La naturaleza de la cadena no alfa en las moléculas de hemoglobina varía debido a diferentes variables. Los fetos tienen una cadena no alfa llamada gamma y después del nacimiento se llama beta. La cadena beta se emparejará con la cadena alfa. Es la combinación de dos cadenas alfa y no alfa la que crea una molécula de hemoglobina. Dos cadenas alfa y dos cadenas gamma forman la hemoglobina fetal o hemoglobina F (HbF). Después de los primeros cinco o seis meses después del nacimiento, la combinación de dos cadenas alfa y dos cadenas beta forman la hemoglobina adulta (HbA). Los genes que codifican para las cadenas alfa se localizan en el cromosoma 16, mientras que los genes que codifican para las cadenas no alfa se localizan en el cromosoma 11.

## Significado clínico
Debido a los numerosos pasos y procesos durante la síntesis de la hemoglobina, hay muchos lugares en los que pueden producirse errores. En la síntesis de hemoglobina intervienen múltiples enzimas y cuando estas enzimas son deficientes o no funcionan correctamente pueden producirse consecuencias como mutaciones o supresiones en los genes que codifican la cadena de globina. Esto da lugar a trastornos de los genes de la globina (hemoglobinopatías) que pueden ser variantes anormales de la cadena de globina (anemia falciforme) o una reducción de la síntesis de la cadena en las células eritroides (talasemia) durante el proceso celular de la hematopoyesis. Estas hemoglobinopatías se heredan a menudo como rasgos autosómicos recesivos.

### Alfa-Talasemia
La alfa talasemia (α-talasemia) se define por la falta de producción de la cadena de α-globina en la hemoglobina, y se considera que quienes portan una mutación que afecta a la cadena de α-globina en un solo cromosoma tienen una talasemia "silenciosa" de α, mientras que si la mutación está en ambos, se considera un rasgo de α-talasemia. La talasemia α se encuentra principalmente en áreas subtropicales y tropicales, donde los individuos portadores del gen son el 80-90% de la población. Al igual que otros trastornos relacionados con la hemoglobina (anemia falciforme y talasemia β), se tiene la hipótesis de que la talasemia α es seleccionada dentro de las poblaciones debido a que los portadores están mejor protegidos contra la malaria falciparum. La mayoría de los portadores de talasemia α son asintomáticos y se diagnostican si se encuentran después de los análisis hematológicos de rutina o antes de las pruebas de detección de nacimientos. Los portadores del gen único α-globina generalmente no tienen fatiga profunda o anemia porque tienen un aumento compensatorio en el número de glóbulos rojos microcíticos. En contraste, los portadores leves de α-talasemia podrían tener síntomas de anemia debido a otros factores no relacionados específicamente con el trastorno: dieta pobre, caída de los niveles de hemoglobina debido a la pérdida de sangre, u otras enfermedades.
La forma más grave de α -talasemia es una condición que comienza en la infancia en la que no hay expresión de los genes α-genes y resulta en una gran producción de hemoglobina de Bart. La causa más común de la Hb Bart's es la herencia de un alelo de supresión en el que faltan los genes funcionales de la α-globina de ambos padres. La Hb Bart's es un tetrámero de cuatro subunidades de gamma-globulina y es ineficaz en el transporte de oxígeno a los tejidos debido a su muy alta afinidad con el oxígeno. Esto generalmente resulta en hidropesía fetal fatal y los síntomas asociados incluyen anemia intrauterina, disminución del crecimiento del cerebro, edema, deformidades del esqueleto y deformidades cardiovasculares que podrían conducir a una insuficiencia cardíaca.

### Beta-talasemia
La beta-talasemia (β-talasemia) es una mutación hereditaria del gen de la hemoglobina β que causa la reducción de la síntesis de la cadena de hemoglobina β. La mayoría de las mutaciones son mutaciones puntuales que afectan a la transducción, el control transcripcional y el empalme del gen de la hemoglobina β y el producto del gen. Se considera que los individuos con una mutación genética (heterocigocidad) tienen β-talasemia menor (portador o rasgo β-talasemia), mientras que aquellos que tienen dos mutaciones genéticas (homocigocidad o heterocigocidad compuesta) son diagnosticados con β-talasemia o intermedia.
Debido a la falta de beta-globina, la acumulación de subunidades de alfa-globina y tetrámeros alfa comienzan a acumularse, lo que provoca el daño de los eritrocitos. Las personas de ascendencia asiática, de Oriente Medio y mediterránea tienen una incidencia mucho mayor de β-talasemia. Se ha determinado que hay una amplia variación en los fenotipos y genotipos de la enfermedad debido a que se han encontrado más de 200 mutaciones diferentes asociadas a la talasemia en el gen de la beta-globina Los individuos con β-talasemia mayor usualmente requieren atención médica dentro de los primeros 2 años de vida y requieren transfusiones de sangre regulares para sobrevivir. Los pacientes que presentan el trastorno más tarde, por lo general no requieren transfusiones y se les diagnostica talasemia intermedia.

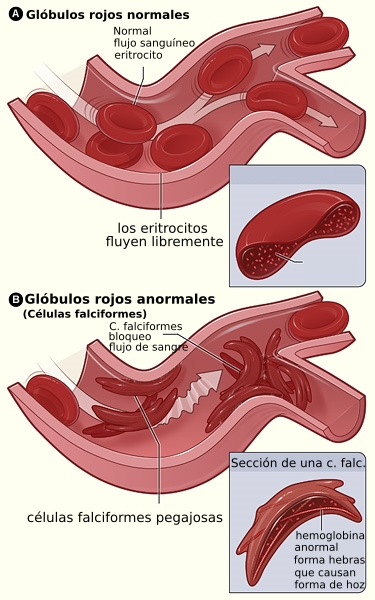
A: Los glóbulos rojos normales se muestran fluyendo libremente en un vaso sanguíneo en la parte superior del diagrama. La imagen del recuadro muestra un corte transversal de un glóbulo rojo normal con hemoglobina normal. B: Muestra glóbulos rojos anormales y falciformes que bloquean el flujo sanguíneo en un vaso sanguíneo (crisis vaso-oclusiva). La imagen del recuadro muestra un corte transversal de un glóbulo falciforme con hemoglobina falciforme. De: [

### Enfermedad de células falciformes
La HbS, hemoglobina falciforme, es la variante más común de la hemoglobina y surge debido a una sustitución de aminoácidos en la subunidad de la globina b en el sexto residuo del ácido glutámico a la valina. Existen diferentes formas de anemia drepanocítica. La HB SS que es la forma más común y severa de anemia drepanocítica. La Hb SC se debe a la herencia de la Hb S de un progenitor y la Hb C (hemoglobina C) del otro progenitor. La Hb S beta talasemia es la menos común y se experimenta en pacientes que han heredado la hemoglobina beta talasemia de un progenitor y la HbS del otro. Además, hay un rasgo de células falciformes (HbAS) que se define por tener HbA y HbS. Esto hace que el individuo sea heterocigoto para la célula falciforme. Se estima que en la población mundial hay unos 300 millones de individuos con el rasgo drepanocítico y que unos 100 millones de ellos se encuentran en el África subsahariana. También hay una mayor prevalencia del rasgo drepanocítico en las zonas en que se encuentra comúnmente el paludismo, y la prevalencia en algunas partes de África y Arabia Saudita es de hasta el 25% y el 60%, respectivamente. Los individuos que tienen HbAS tienen alrededor de 40% de HbS, 56% de HBA, y generalmente son asintomáticos a menos que haya una falta severa de oxígeno en el cuerpo (hipoxia) que puede llevar a síntomas de anemia drepanocítica. Sin embargo, la HbAS no causa crisis vaso-oclusivas, que se sabe están asociadas con la anemia drepanocítica.
Los pacientes que son homocigotos para la HbS tienen fibras multifilamentos que inducen un cambio en la forma de los glóbulos rojos de discos bicóncavos a semilunas alargadas. La formación en forma de hoz es reversible después de reoxigenar la hemoglobina, por lo tanto, los glóbulos rojos pueden pasar por ciclos con forma de hoz y normales según la concentración de oxígeno presente en el flujo sanguíneo. Los glóbulos rojos con forma de hoz carecen de flexibilidad y se adhieren a las paredes de los vasos sanguíneos disminuyendo o deteniendo el flujo de oxígeno a los tejidos cercanos. Esta disminución de oxígeno a los tejidos causa una crisis vaso-oclusiva que se presenta en forma de dolor muscular y lesiones en los tejidos. Algunos de los síntomas de la anemia drepanocítica incluyen fiebre, fatiga por anemia, hinchazón de las manos y los pies, apoplejía y fallo de los órganos. Los tratamientos actuales incluyen transfusiones de sangre que ayudan a aumentar el número de glóbulos rojos normales, trasplantes de médula ósea para ayudar al cuerpo del paciente a producir glóbulos rojos sanos y medicamentos para ayudar a aliviar los síntomas mencionados anteriormente.

## Valores de referencia
- Hombre: 13-17 g/dL
- Mujer: 12-15 g/dL
- Niño: 11-16 g/dL
- Recién nacido: 14-24 g/dL
- Lactante: 10-15 g/dL